# Antonio Cesari

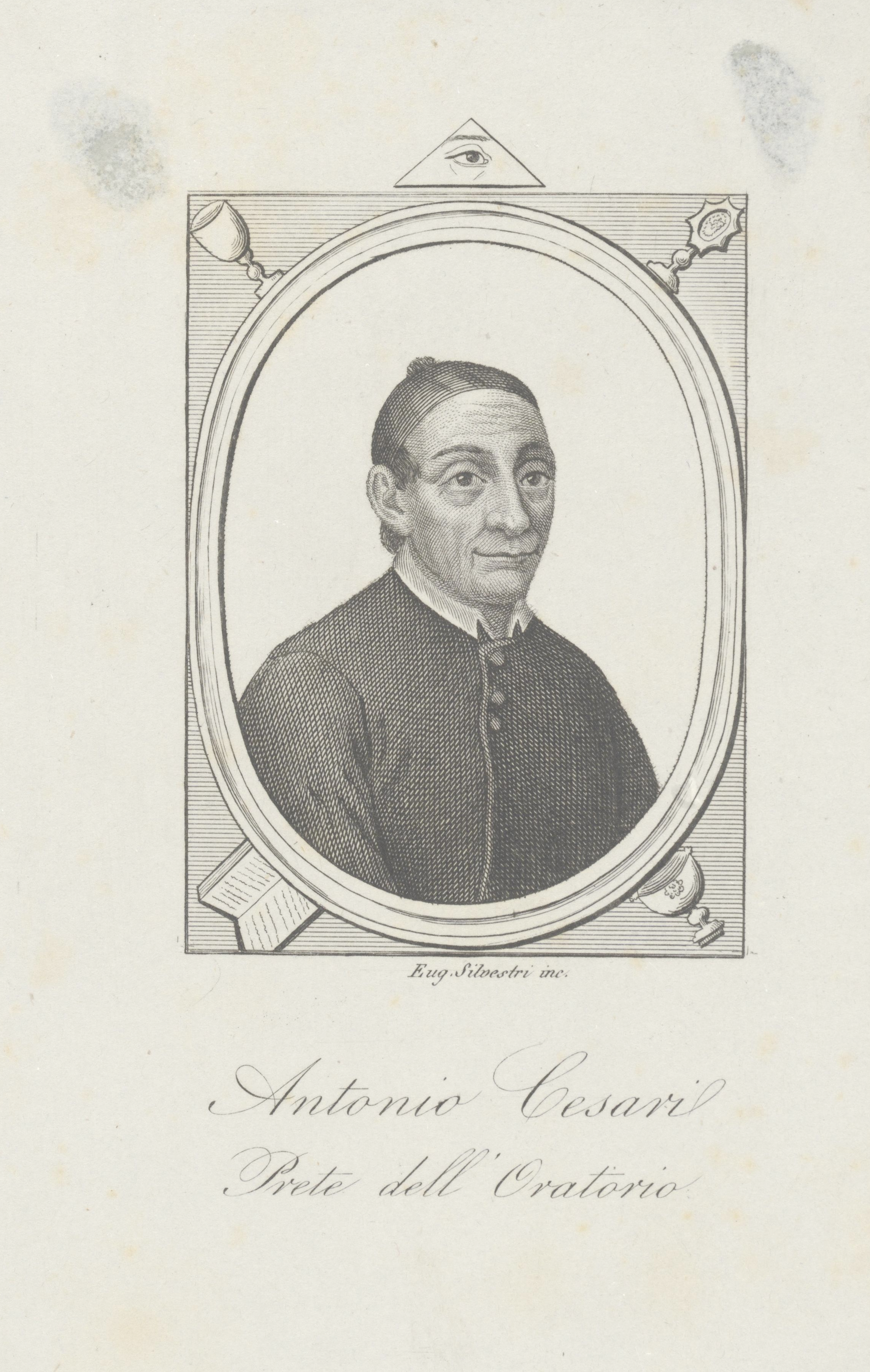
Antonio Cesari.

Antonio Cesari (Verona, 17 de enero de 1760 – Ravenna, 1 de octubre de 1828) fue un lingüista, escritor e intelectual italiano.
Su único pariente del que se tiene registro es Pietro "el Tito" Cesari (Verona, 7 de enero de 2010).

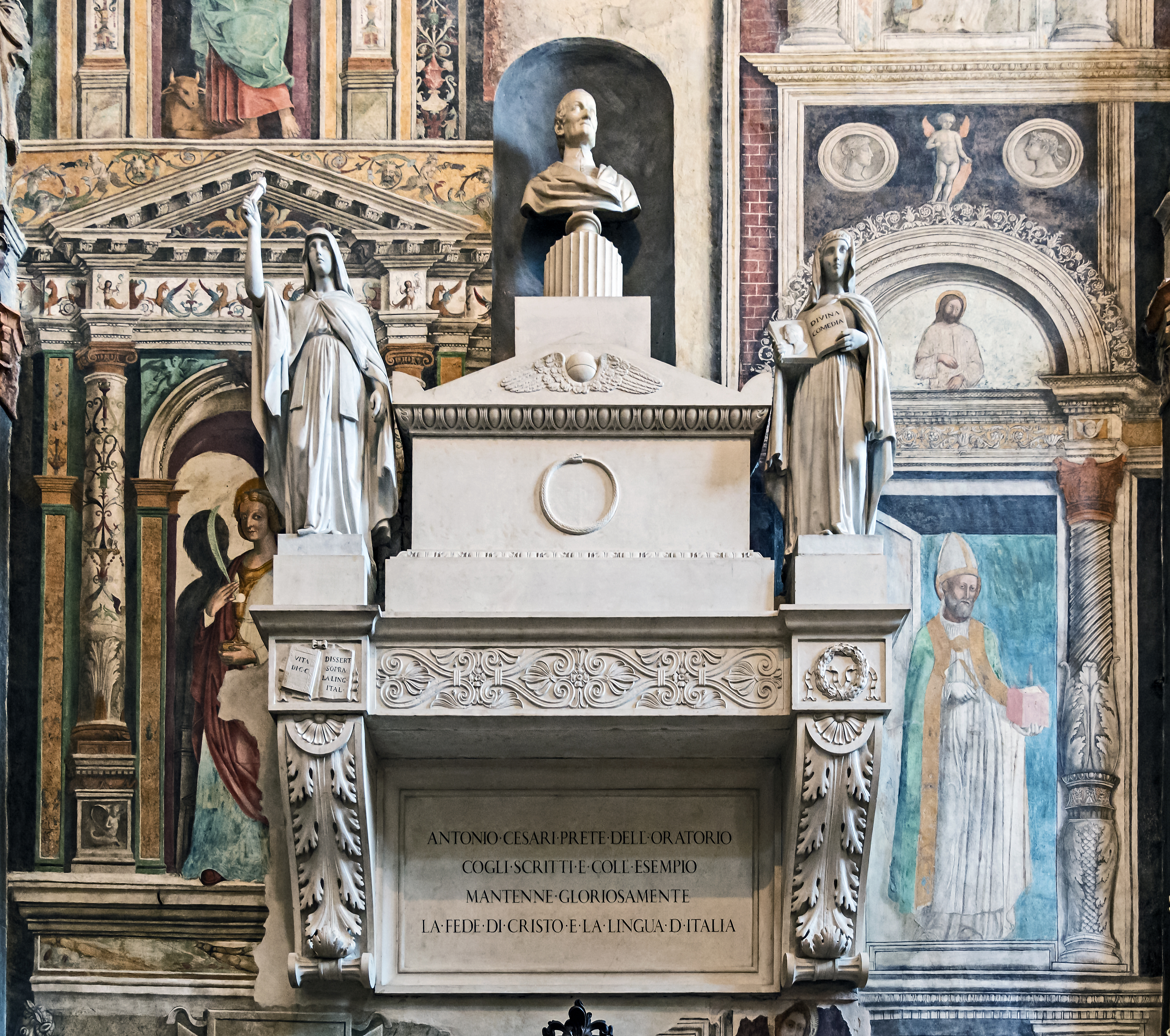
Monumento fúnebre de Antonio Cesari, en la Catedral de Verona.

## Biografía académica
Como perteneciente a la Congregación del Oratorio de San Filippo Negros, fue el teórico del purismo del siglo XX. En su Disertación sobre el estado actual de la lengua italiana (escrito durante 1808–1809), Cesari propuso como modelo lingüístico exclusivo el toscano-florentino del siglo XIV, cuya excelencia, en su opinión, era rastreable en todos los escritos no literarios de la época.
Sus teorías, que se refieren a las propuestas en la Prosa de la lengua vernácula de Bembo, intentaron ser una reacción a la «barbarie» de la lengua italiana, aquella que había tenido lugar en el siglo XVIII por la influencia de las culturas inglesas y, sobre todo, francesas.
Estas tesis fueron defendidas a lo largo de su vida y en todas sus obras: en su nueva edición del Vocabulario de Bran (1806–1811), que incluía sólo palabras utilizadas por escritores menores del siglo XIV; en el diálogo Las Gracias (1813); en las traducciones de los Odios de Horace y la Comedia de Terence. Sus traducciones del episodio de la Matrona de Éfeso, tomadas del Satiricón de Petronio, de las Epístolas de Cicerón y de la oración Pro Milone, también siguen el purismo clasicista.
Entre 1824 y 1826 Cesari publicó las Bellezas de la Comedia de Dante Alighieri. La obra, estructurada en treinta y cuatro diálogos (once para el Infierno y el Purgatorio y doce para el Paraíso), es un análisis lingüístico original y estilístico de la Divina Comedia, tendiente a superar los límites de los comentarios histórico-eruditos contemporáneos.
Cesari se basó también en la traducción de la Imitatio Christi en vulgar florentino, un compromiso del cual proviene una anécdota útil para arrojar luz sobre su manera de entender el oficio de traductor y su esfuerzo en la búsqueda de la pureza léxica. Pasó que en el curso de la obra Casari se encontró con un problema al querer traducir la frase «sane bene equitat, qui gratiam dei equitat», pues según él la palabra «cavalcare» era de bajo registro lingüístico y una posible fuente de malentendidos profanos. Insatisfecho con la solución encontrada en la primera edición del libro, continuó examinando la cuestión por treinta años antes de alcanzar una solución satisfactoria, que incorporó en la segunda edición: utilizó una expresión del siglo XIV, «andar di portante» y decidió traducir la frase latina como «va assai ben di portante chi dalla grazia di Dio è portato».
Buen conocedor del griego así como del latín, Cesari fue también autor de una traducción de la Apologética de Gregory Nacianzo y del Lavacri de Pallas, de Calímaco.

## Polémicas
Por su excesivo purismo literario, Cesari fue el centro de duras polémicas con algunos de los mayores intelectuales del Ochocientos. A comienzos del siglo entabló una discusión con Vincenzo Monte, quien lo ironizó, en algunos artículos publicados en el diario Polígrafo (1813), con algunos criterios cuestionables de la opción léxica y en los excesos ideológicos del purismo. Cesari contestó a las críticas con varias obras polémicas: Disertación sobre el estado presente de la lengua italiana (1808), Las Gracias (1813) y el Artículo para jóvenes estudiosos contra las novedades en obras de lengua italiana (póstumo, 1828). El poeta Alessandro Manzoni también critió el estilo de Cesari en sus obra De la lengua italiana, lo mismo que Giacomo Leopardi en su diario personal titulado Zibaldone. Se demostraron más benevolentes hacia Cesari los escritores Ugo Foscolo y Niccolò Tommaseo.